# 擬穴美體鰻
擬穴美體鰻，又稱擬穴錐體糯鰻、奇鰻，為輻鰭魚綱鰻鱺目糯鰻科的其中一個種，由Pieter Bleeker於1853年描述，最初屬於康吉鰻屬。

## 分布
本魚分布於西太平洋區，包括日本、台灣、越南、菲律賓、印尼、澳洲、索羅門群島等海域。

## 特徵
本魚胸鰭發育完全。眼後緣上下方無斑點；口裂止於眼中線前方；後鼻孔無瓣膜；鰭條不分節。齒圓錐狀；上下頷骨齒列前端3或4列，呈齒帶狀；前上頷骨齒與鋤骨齒相連，鋤骨齒前方2至3列，列方單列。背鰭起點在鰓裂上方。脊椎骨數143。體長為體高17.7倍，頭長6.5倍；尾長為頭與軀幹1.3倍；頭長為吻長4.7倍；吻長為眼徑1.1倍；胸鰭為吻2.1倍。背鰭、臀鰭白色具黑邊。體粗壯，眼大。尾部後端側扁。舌游離。肛門在體之前半部。

## 生態
本魚棲息在200公尺深以內海域之砂泥底。

## 經濟利用
量少，無漁業之經濟價值。